# Jürgen Resch

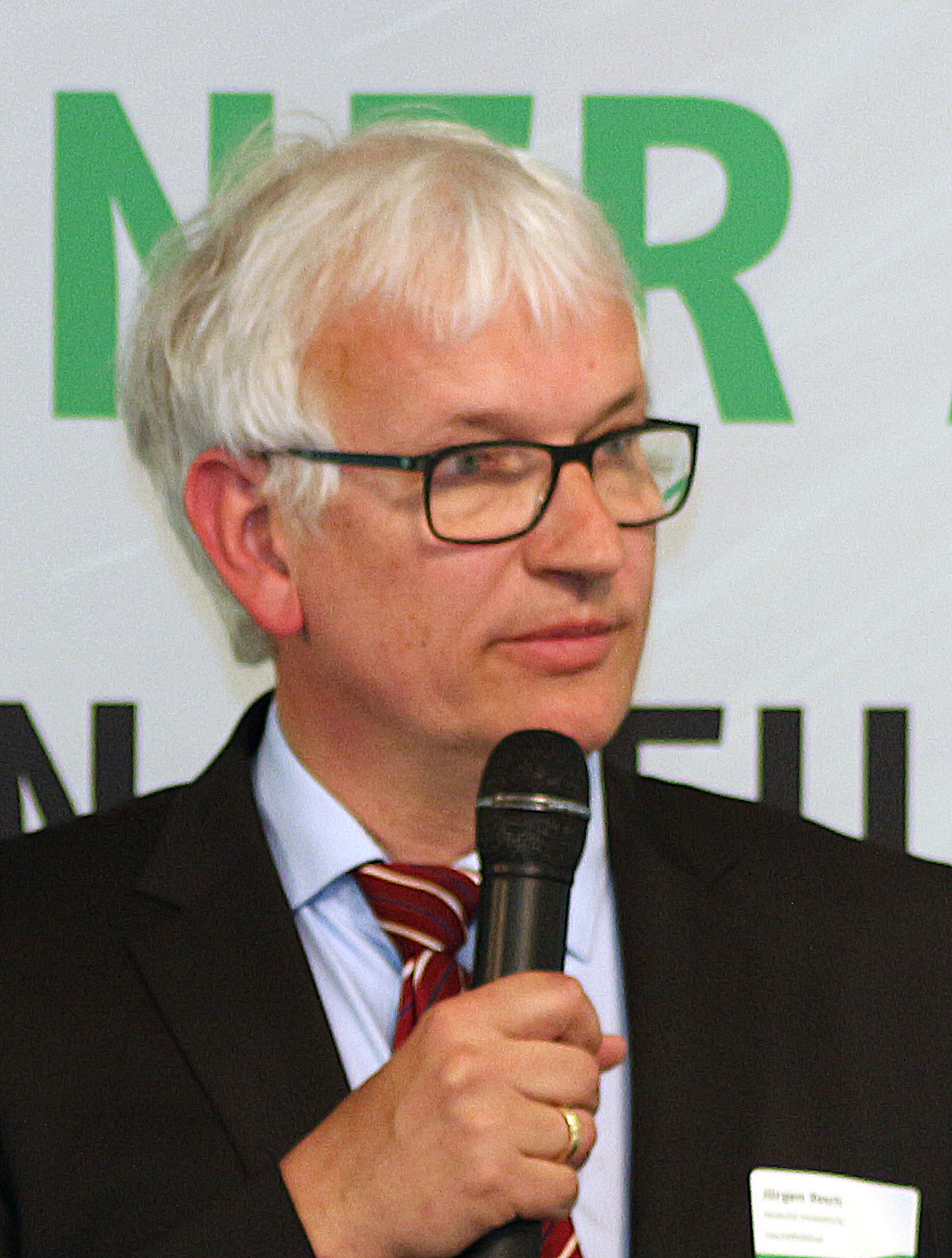
Jürgen Resch (2017)

Jürgen Resch (* 1960 in Plochingen) ist ein deutscher Umwelt-Lobbyist und seit 1988 Bundesgeschäftsführer der Deutschen Umwelthilfe (DUH).

## Frühes Leben und Ausbildung
Jürgen Resch wurde im württembergischen Plochingen geboren. Als Jugendlicher wurde Resch 1975 Vorstandsmitglied der Arbeitsgemeinschaft Naturschutz Bodensee.
Im Jahre 1981 schloss er die Schule mit dem Abitur ab und absolvierte anschließend seinen Zivildienst. In dieser Zeit sammelte er verendete Greifvögel ein und ermittelte das Mäusegift Endrin als Verursacher. Bei der Biologischen Bundesanstalt in Braunschweig erreichte er ein Vertriebs- und Handelsverbot des Giftes. Zu Beginn der 1980er Jahre wurde er Vorsitzender des Regionalverbands Bodensee-Oberschwaben beim Bund für Umwelt und Naturschutz e.V. (BUND).
Resch studierte von 1983 bis 1986 an der Universität Konstanz Verwaltungswissenschaft, blieb jedoch ohne akademischen Abschluss. In diesen Zeitraum fällt auch der Aufbau der Kampagnenabteilung des BUND und parallel dazu eine Tätigkeit als persönlicher Referent des Bundesvorsitzenden Gerhard Thielcke.

## Karriere
1986 wurde er Assistent des damaligen Bundesvorsitzenden Hermut Ruland bei der DUH und brach sein Studium ab. 1988 wurde er Bundesgeschäftsführer der DUH.
Resch engagierte sich in jungen Jahren als Baumbesetzer, als eine Uferstraße in Überlingen ohne Baugenehmigung gebaut werden sollte, im Kampf mit Coca-Cola und dem deutschen Lebensmittelhandel half er später, das Dosenpfand durchzusetzen. Außerdem setzte er sich gegen die deutsche Automobilindustrie für massenhafte Verbreitung des Rußfilters bei Dieselabgasen ein, um eine bessere Luftqualität in Dutzenden Städten durchzusetzen.
Bekannt wurde Resch 2016 einer breiteren Öffentlichkeit im Zuge des Diesel-Abgasskandals, zu dessen Aufdeckung die Umwelthilfe beitrug. Die DUH führte auf juristischem Weg eine Reihe verwaltungsgerichtlicher Entscheidungen herbei, die zur Einhaltung der geltenden Richtwerte beitrugen. Zur Umsetzung waren einige Kommunen zur Ausrufung von Fahrverboten gezwungen.
2023 bezeichnete Resch die Geschichte des Klimaschutzgesetzes als "eine Geschichte des fortgesetzten Rechtsbruchs", weswegen die Deutsche Umwelthilfe beim Bundesverfassungsgericht eine Verfassungsbeschwerde einlegte.
Resch ist Mitbegründer der Stiftung Euronatur, des Global Nature Fund und der Bodensee-Stiftung sowie Mitglied des Kuratoriums der Stiftung „Initiative Mehrweg“.

## Auszeichnungen
- 2016 „Deutschen CSR-Preis“[10]
- 2022 „Haagen-Smit Clean Air Award“ der kalifornischen Regierung[11][12]

## Kritik
Im Jahr 2007 wurde bekannt, dass Resch im Rahmen seiner Tätigkeit mehrmals im Monat per Flugzeug zwischen dem Hauptsitz der DUH am Bodensee und Berlin pendelte und den HON-Status bei der Lufthansa innehat. In einem Interview mit der Tageszeitung bezeichnete er seine Vielfliegerei als Dilemma.

## Sonstiges
Im 2020 veröffentlichten fiktiven Gerichtsdrama Ökozid tritt Jürgen Resch (gespielt von Falk Rockstroh) als „Zeuge der Anklage“ auf.

## Veröffentlichungen
- Thorbecke, Franz (Fotos), Resch, Jürgen (Text): Bodensee. Weltkulturlandschaft im Wandel der Zeit. Stadler, Konstanz 2004, ISBN 978-3-7977-0494-8, S. 142.
- Jürgen Resch: Druck machen! Wie Politik und Wirtschaft wissentlich Umwelt und Klima schädigen und was wir wirksam dagegen tun können. Ludwig Verlag, München 2023, ISBN 978-3-453-28159-2, S. 336.